# Megalenzephale Leukodystrophie
Die Megalenzephale Leukodystrophie ist eine sehr seltene, zu den Leukoenzephalopathien gehörende angeborene Erkrankung mit den Hauptmerkmalen Leukodystrophie mit Ataxie und Megalenzephalie.
Synonyme sind: Vakuolisierende Megalenzephale Leukoenzephalopathie mit subkortikalen Zysten; MLC; Megalenzephalie - zystische Leukodystrophie; Vakuolisierende Myelinonopathie mit subkortikalen Zysten; Van der Knaap-Syndrom
Die Namensbezeichnung bezieht sich auf die Erstautoren der Erstbeschreibung aus dem Jahre 1996 durch Marjo van der Knaap und Mitarbeiter.

## Verbreitung
Die Häufigkeit wird mit unter 1 zu 1.000.000 angegeben, die Vererbung erfolgt autosomal-dominant oder autosomal-rezessiv.

## Ursache
Je nach zugrunde liegender Mutation können folgende Typen unterschieden werden:
- MLC1, Mutationen im MLC1-Gen auf Chromosom 22 Genort q13.33[4]
- MLC2A, Mutationen im HEPACAM-Gen auf Chromosom 11 Genort q24.2[5]
- MLC2B, heterozygote Mutationen an gleicher Stelle mit Besserung im Verlauf[6]

## Klinische Erscheinungen
Klinische Kriterien sind:
- Krankheitsbeginn im Kleinkindalter, Neugeborenenzeit
- während des ersten Lebensjahres Entwicklung einer Megalenzephalie
- zunächst Ataxie, dann fortschreitend Pyramidenbahnzeichen und geistige Behinderung

## Diagnose
Bildgebend findet sich in der Magnetresonanztomographie teilweise noch vor neurologischen Krankheitszeichen eine Schädigung der weißen Substanz sowie subkortikale Zysten.

## Differentialdiagnose
Abzugrenzen sind andere Formen der Leukoenzephalopathie und Megalenzephalie.

## Therapie
Die symptomatische Behandlung besteht in Physiotherapie, psychomotorischer Stimulation und antikonvulsiver Medikation.